# جاسم الجاسم
جاسم الجاسم  (8 أكتوبر  1984 -)، ممثل كويتي. بدايته كانت خلال المسرح.

## أعماله الفنية
- كليب اغنيه مسكينه - للفنانات مي احمد و ورود - تمثيل جاسم الجاسم.
- كليب اغنيه هذا وانا احبك - للفنانه رباب - تمثيل جاسم الجاسم.
- حفله كونسرت - تخرج مدرسه 25 فبراير بحضور نجوم الفن - غناء جاسم الجاسم.
- برنامج سهرة كل النجوم - فكره و اعداد و تقديم جاسم الجاسم.
- قدم أكثر من 4 مشاهد نصائحيه للجمهور على قناة العفاسي الدينية.
- حفلات تطوعيه للمعاقين و البلد الحبيبه الكويت.

### في التلفزيون
- حبـل الـمـوده.
- الوزيـرة.
- الأصـيـل.
- هـمـس الـحـرايـر.
- البارونات.
- مـسـك و عنبـر.
- أشياء لا تشـتـرى.
- الـرهـيـنـة.
- باب الفرج.
- بقايا الأمـس.
- قـلـوب مـضـيـئـه.
- مـسـكـيـن.
- بوكريم برقبته سبع حريم.
- جلثـم و ميثـه.

### من المسرحيات
- جزيرة الـذهـب.
- قـدهـا وقـدود.
- كولولولوش.
- الـملـك الـمـزيـف.
- جـسـومـي الـحـرامـي.

### من الأغاني
- بيا بيا باهم.
- ياعمي ولـي.
- خرجتنا.
- كافـي.
- كبـسـه.
- هذا كـلامــك.
- يازعلان.
- صدمنـي.
- لاماجـبـرتـك.
- الفاتوره.
- ماروم.
- عادي.
- ياربي اشهد.
- ياكويت.

## روابط خارجية
- جاسم الجاسم على موقع قاعدة بيانات الأفلام العربية